# Густав Адлерфельд
Гу́став Адлерфе́льд (Adlerfeld; *1671—†1709) — шведський військовий історик, королівський камергер. Після закінчення школи навчався в університеті в Уппсалі. 1697 подорожував по Західній Європі. Повернувшись додому, вступив на королівську службу, ставши камер-юнкером. Супроводив Карла XII від початку Північної війни 1700—1721 років до розгрому шведських військ у Полтавській битві, в якій і загинув.

## Праці
- Від 1700 до дня своєї смерті під Полтавою — Густав Адлерфельд вів щоденник, який врятував вюртемберзький принц Максіміліан Еммануель. Звільнившись з російського полону, принц забрав цей щоденник з собою. Під час повернення на батьківщину він помер. Щоденник завіз до Штутгарта  духівник і секретар Максіміліана Еммануеля Й. Барділі, який і передав його матері принца. Мати переслала щоденник вдові Адлерфельда до Стокгольма. Син Адлерфельда Опублікував 1740 року щоденник французькою мовою в Амстердамі. До щоденника додано спогади секретаря королівської польової канцелярії Петра Шенстрема «Військова історія шведського короля Карла XII з 1700 року до битви під Полтавою». Крім французької, щоденник видано англійською, німецькою та шведською мовами.

У щоденнику докладно розповідається про походи й битви Карла XII до Полтавської битви. Особлива увага приділяється монархові, його діям і вчинкам. Поряд з цим автор описує умови та обставини, в яких доводилося діяти Карлу XII. 
Адлерфельд досить докладно описав Україну, її природу й багатства. Повідомив про Київ як головне місто України, згадав про існування там університету, малася, певно, на увазі Києво-Могилянська академія, та резиденції митрополита. Найбільшу увагу Адлерфельд приділив козакам, характеризував їхній спосіб життя та військову організацію, зробив історичний екскурс, у якому розповів про їхню боротьбу з Польщею і Росією. 
У фактографічному плані щоденник вважається джерелом, що заслуговує на довіру.
- В книзі «Життя Карла XII» описано події й обставини, що зумовили шведсько-українську спілку проти Москви, зокрема подано цікаві подробиці переговорів Івана Мазепи та Костя Гордієнка з Карлом XII перед Полтавською битвою (березень 1709).